# Mikaela
Micaela Rodríguez Cuesta (Sevilla, 19 de junio de 1935 - Madrid, 29 de marzo de 1991), más conocida por el nombre artístico de Mikaela, fue una cantante de copla y actriz española.

## Biografía
Nació en la calle Castilla, en el seno de una familia de clase media. Su madre era profesora de guitarra y su hermana estudió piano.
Asiste a las academias de Adelita Domingo y Eloísa Albéniz, debutando en la compañía de El Príncipe Gitano y Dolores Vargas, con el nombre de "Rocío del Carmen", recorriendo toda Andalucía.
Se inició en el mundo artístico a través de compañías teatrales, que le llevaron de gira por España, llegando a ser protagonista en algunas obras. Grabó su primer disco en 1956 y la grabación se convirtió en un éxito radiofónico de la época, que le sirvió de trampolín para hacer papeles secundarios en películas y papeles principales en obras de teatro y espectáculos musicales. 
Recibió un contrato para viajar a México, donde actuó en obras de teatro, cine y televisión. A partir de entonces, apareció en diversas televisiones internacionales y, en 1964, grabó uno de sus grandes éxitos: «La luna y el toro». A lo largo de su trayectoria artística se relacionó con literatos de la época, e interpretó papeles y canciones firmadas por poetas e intelectuales. Hizo dos discos homenaje a Federico García Lorca y a Rafael Alberti.
En 1977 tuvo a su hija, Mikaela Vergara Rodríguez, en Madrid.
En los años 1980 se retiró de los escenarios, habiendo obtenido numerosos premios y reconocimientos. En 1991 falleció a causa de una leucemia diagnosticada en 1989, tras someterse a un autotransplante de médula ósea (por aquel entonces era un tratamiento experimental).
Recordadas son sus giras de 20.000 kilómetros por la antigua Unión Soviética y su actuación en la Coronación del sah Mohammad Reza Pahleví en Teherán.

## Filmografía

### Largometrajes
| Año  | Título                           | Personaje                   | Dirección                    |
| ---- | -------------------------------- | --------------------------- | ---------------------------- |
| 1958 | Aquellos tiempos del cuplé       |                             | Mateo Cano, José Luis Merino |
| 1959 | La vida de Agustín Lara          | Cantante                    | Alejandro Galindo            |
| 1960 | La rosa roja                     | Dolores Parral 'La Parrala' | Carlos Serrano de Osma       |
| 1960 | La llamada de la muerte          | Cantante                    | Antonio Orellana             |
| 1960 | La reina del Tabarín             | Lolita                      | Jesús Franco                 |
| 1962 | Vampiresas 1930                  | Dora                        | Jesús Franco                 |
| 1963 | Gringo                           | Maria Huertas               | Ricardo Blasco               |
| 1963 | Las tres espadas del Zorro       | María                       | Ricardo Blasco               |
| 1965 | París-Estambul sin regreso       | Dolores Lopez               | Sergio Grieco                |
| 1966 | Mademoiselle de Maupin           | Rosetta Durand              | Mauro Bolognini              |
| 1966 | Comando de asesinos              | Anne Bardot                 | Julio Coll                   |
| 1966 | Soluna                           |                             | Marcos Madanes               |
| 1972 | Las aventuras amorosas del Zorro |                             | Gilbert Roussel              |

### Cortometrajes
| Año  | Título                              | Personaje | Dirección    |
| ---- | ----------------------------------- | --------- | ------------ |
| 1969 | Zorongo (Recordando a García Lorca) |           | Eugenio Pena |

### Televisión
| Año  | Título       | Personaje  | Canal |
| ---- | ------------ | ---------- | ----- |
| 1975 | Aquí y ahora | Ella misma | TVE1  |
| 1978 | Cantares     | Ella misma | TVE1  |

### Premios y reconocimientos
- Medalla de la Popularidad, otorgada por la televisión de Nueva York.
- Artista más popular del año, otorgada por el diario Pueblo.
- Hija Adoptiva de Puerto Rico.
- Llave de oro de Puerto Rico.
- Medalla del Monte Sion.
- Medalla de Tel Aviv.
- Placa de Oro de Radio España.
- Madrina de los inmigrantes españoles repartidos por Europa.
- Madrina del gremio de Hostelería de España (ABE).